# KRISTY クリスティ
『KRISTY クリスティ』（原題：Kristy）は2014年に公開されたアメリカ合衆国のホラー映画である。監督はオリヴァー・ブラックバーン、主演はヘイリー・ベネットが務めた。本作は日本国内で劇場公開されなかったが、2015年1月28日にDVDが発売された。

## ストーリー
ジャスティンは奨学金を頼りに私立大学に通っていたため、サンクスギビングデーに帰省するための費用を工面できなかった。友人―恋人のアーロンやルームメイトのニコールもその中に含まれる―のほとんどが帰省したため、ジャスティンは孤独な週末を過ごさねばならなかった。キャンパスは閑散としており、警備員のウェインと用務員のスコットくらいしかいなかった。
サンクスギビングデーの夜、ジャスティンはニコールの車を借りて近所のコンビニへ向かった。店内で、ジャスティンはヴァイオレットと名乗る女性に話しかけられた。どういうわけだか、ヴァイオレットはジャスティンのことをクリスティと呼び続けた。帰宅後、ジャスティンは自分のパソコンに不正アクセスがあったことに気が付いた。ほどなくして、ヴァイオレットがカッターナイフを持って押し入ってきた。慌てて逃げ出したジャスティンの目に飛び込んできたのは、仮面を被った男に殺されるウェインの姿であった。
ヴァイオレットは動画の撮影を開始し、「私たちはジャスティンを殺さねばならない。彼女は神の御許へ行くべきなのだから」などと言った。ヴァイオレットたちはカルト教団の信者だったのである。ジャスティンはスコットに助けを求めようとしたが、彼もまた既に惨殺されていた。ヴァイオレットたちが電話回線を抑えていたため、ジャスティンは警察に通報することもできなかった。ほどなくして、ジャスティンの携帯にビデオ映像とメールが次々と送られてきた。映像には逃げ惑うジャスティンの姿が収められており、メールには脅迫文が書かれていた。その後も必死で逃げ続けたジャスティンだったが、ついに屋根の上へと追いつめられてしまった。

## キャスト
- ヘイリー・ベネット - ジャスティン
- アシュリー・グリーン - ヴァイオレット
- ルーカス・ティル - アーロン
- クリス・コイ - 青いパーカーを着た男
- マイク・シール - 黒いパーカーを着た男
- ルシウス・ファリック - 灰色のパーカーを着た男
- エリカ・アッシュ - ニコール
- ジェームズ・ランソン - スコット
- マシュー・セント・パトリック - ウェイン
- アル・ビセンテ - デイヴ

## 製作
2012年2月7日、ワインスタイン・カンパニーが新作ホラー映画『Kristy』の製作に着手し、ゲイリー・フレダーを監督に、エマ・ワトソンを主演に起用する意向であると報じられたが、ワトソンとの交渉は不首尾に終わった。6月28日、降板したフレダーの代わりにオリヴァー・ブラックバーンが監督に起用されたとの報道があった。10月、ヘイリー・ベネットが本作に出演することになった。11月1日、本作のタイトルが『Kristy』から『Satanic』に変更されたと報じられた。同月、アシュリー・グリーンとルーカス・ティルがキャスト入りすると共に、中旬には、本作の主要撮影がニューオーリンズで始まった。 2013年2月、本作のタイトルが『Satanic』から『Random』に変更された。

## 公開・マーケティング
2013年2月14日、本作の劇中写真が初めて公開された。2014年5月26日、本作のオフィシャル・トレイラーが公開された。10月14日、ロンドン映画祭で本作の上映が行われたが、その際、『Kristy』というタイトルが使用された。2015年10月17日、ライフタイムが本作を放映した。